# Gustav Herbig
Gustav Herbig (3. srpna 1888 Oldřichov v Hájích – 9. října 1965 Bad Kissingen) byl německý diplomat a politik.

## Život
Po absolvování střední školy začal Herbig studovat filologii a sociální vědy na univerzitách v Praze a Paříži, které ukončil doktorátem. Od roku 1914 se jako voják účastnil 1. světové války a o rok později se dostal do ruského zajetí. Poté působil jako učitel na střední škole a jako lektor španělštiny na pražské vyské škole ekonomické. V roce 1942 byl zatčen gestapem a poté v roce 1944 internován v koncentračním táboře. Po druhé světové válce vedl v letech 1945 až 1948 „kancelář Antifa“ v Praze.
Od roku 1946 až do svého útěku do Německa v roce 1948 byl Herbig poslancem československého národního shromáždění. V roce 1949 byl zvolen poslancem německého Bundestagu. Po svém jmenování vyslancem se 1. prosince 1951 vzdal v Bundestagu křesla.